# Гермиян
 Тази статия е за селото в Северна Македония.  За други значения вижте Гермиян (пояснение).  
Гермиян (на македонска литературна норма: Гермијан) е село в община Новаци, Северна Македония.

## География
Разположено е в източната част на Битолското поле, непосредствено до границата с Гърция. Селото има две махали Долно село – северната и Горно село – южната.

## История
В XIX век Гермиян е село в Леринска кааза, нахия Лерин на Османската империя. Църквата „Свети Георги“ е от 1860 година.
Според статистиката на Васил Кънчов („Македония. Етнография и статистика“) към 1900 година в Горни Крѣменъ живеят 280 турци, а в Долни Крѣменъ - 350 турци, а в Горно Коняри - 280 и Долно Коняри - 390 турци.
На Етнографската карта на Битолския вилает на Картографския институт в София от 1901 година Горно Кременче е чисто турско село в Леринската каза на Битолския санджак с 59 къщи, а Долно Кременче също чисто турско с 85 къщи.
По време на българското управление в Македония през Първата световна война Горно и Долно Коняри са част от Бачка община в Битолска селска околия и имат съответно 138 и 248 жители.
Според Йован Трифуноски към 1912 години Долни Гермиян има 60, а Горни Гермиян - 56 къщи на турци коняри. Разстоянието между тях е около 500 m. Селото пострадва по време на Балканската война, когато много къщи са разрушени, а много жители са избити, други - изселени. След Първата световна война между Долни и Горни Гермиян са заселени около 13 семейства сръбски колонисти.
През 1921 година в селото има 30, през 1948 - 48, през 1953 - 95, през 1961 - 98, а през 1971 - 106 къщи.
Според преброяването от 2002 година селото има 257 жители, от които:
| Националност     | Всичко |
| северномакедонци | 251    |
| албанци          | 0      |
| турци            | 0      |
| роми             | 0      |
| власи            | 0      |
| сърби            | 5      |
| бошняци          | 0      |
| други            | 1      |

## Личности
Починали в Гермиян
- Мицко Солаков (1890 – 1928), български революционер